# Karl Gustav Zeuthen
Karl Gustav Zeuthen (29. januar 1909 i Hareskovby – 1. september 1989) var en dansk civilingeniør uddannet på DTU, der blev kendt som flykonstruktør.
Zeuthen var en teknisk begavelse ud over det sædvanlige.
Han var med til at stifte Skandinavisk Aero Industri A/S (1937-1954) Kramme & Zeuthen der lavede KZ flyene. Zeuthen var konstruktøren.
Efter at Kramme & Zeuthen lukkede i 1954, blev han senere ansat hos B&O (Bang & Olufsen) 
Han var sammen med designeren Jacob Jensen med til at lave Beolit 600 hvor skalaen var en kugle drevet af en magnet, samt pladespilleren Beogram 4000.
Som pensionist udviklede han en Zeiss kikkert som benyttes af NAFA (Nordjysk Astronomisk Forening for Amatører).
1949 blev han optaget som medlem af Akademiet for de Tekniske Videnskaber.

## Ekstern henvisning
- Beolit 600 Arkiveret 9. januar 2009 hos  Wayback Machine
- Beogram 4000 Arkiveret 9. januar 2009 hos  Wayback Machine
- NAFAs nye kikkert udviklet af Karl Gustav Zeuthen